# Patience (George Michael)
Patience is een album van de Britse zanger George Michael uit 2004. Het is zijn eerste album met nieuw materiaal sinds Older uit 1996. Het album was zeer succesvol, de eerste plaats in de albumhitlijsten werd in onder meer het Verenigd Koninkrijk, Duitsland en Nederland behaald. Het album wordt beschouwd als de comeback van George Michael in het nieuwe millennium. Het album werd wereldwijd zo'n zeven miljoen keer verkocht.

## Achtergrond
De eerste singles, Freeek! en Shoot the Dog werden al in 2002 uitgebracht, het jaar waarin het album oorspronkelijk uitgebracht zou worden. Nog drie singles volgden in 2004, waaronder Amazing. Het nummer John and Elvis Are Dead werd alleen uitgebracht via internet.
De eerste single Freeek! was populair in Europa. Shoot the Dog was een controversieel nummer vanwege de kritiek die het leverde op het beleid van George W. Bush en Tony Blair betreffende de invasie in Irak in 2003. In de videoclip van het nummer is een cartoonversie van Michael te zien, evenals Tony en Cherie Blair, in bed met president Bush. In Nederland behaalde dit nummer de hitlijsten niet.
In een interview met MTV stelde Michael dat het nummer bedoeld was om het gebrek aan een eigen beslissing van Tony Blair aan te duiden. "Blair heeft de Britten niet mee laten stemmen over de invasie, maar liep als een schoothondje achter Bush aan".

## Laatste album?
George Michael kondigde aan dat Patience het laatste album zou zijn wat hij te koop aan zou bieden voor het publiek. Op 10 maart 2004 zei hij in een radiointerview met BBC Radio 1 dat toekomstige muziek enkel beschikbaar zou komen als download, waardoor fans aangemoedigd zouden worden geld te doneren aan goede doelen. "Zelf heb ik het geld niet nodig, daarom zal ik mijn muziek gratis aanbieden op een website gekoppeld aan goede doelen. Zo zullen mensen hopelijk daar hun geld aan geven." aldus de zanger. Deze beslissing zorgt er tevens voor dat er minder druk op de zanger staat, waardoor hij meer in staat zal zijn een privéleven te leiden.

## Tracklist
1. "Patience"
2. "Amazing"
3. "John and Elvis Are Dead"
4. "Cars and Trains"
5. "Round Here"
6. "Shoot the Dog"
7. "My Mother Had a Brother"
8. "Flawless (Go To The City)"
9. "American Angel"
10. "Precious Box"
11. "Please Send Me Someone (Anselmo's Song)"
12. "Freeek! '04"
13. "Through"
14. "Patience Pt. 2" [non-US track]
15. "Please Send Me Someone (Alternate Version)"

## Uitgebrachte singles
| Single met eventuele hitnotering(en) in de Nederlandse Top 40 | Datum van verschijnen | Datum van binnenkomst | Hoogste positie | Aantal weken | Opmerkingen |
| ------------------------------------------------------------- | --------------------- | --------------------- | --------------- | ------------ | ----------- |
| Freeek!                                                       | 2002                  | 23-03-2002            | 8               | 5            |             |
| Amazing                                                       | 2004                  | 06-03-2004            | 15              | 5            |             |

| Single met hitnotering(en) in de Vlaamse Ultratop 50 | Datum van verschijnen | Datum van binnenkomst | Hoogste positie | Aantal weken | Opmerkingen |
| ---------------------------------------------------- | --------------------- | --------------------- | --------------- | ------------ | ----------- |
| Freeek!                                              |                       | 30-03-2002            | 21              | 4            |             |
| Shoot the dog                                        |                       | 17-08-2002            | 46              | 1            |             |
| Amazing                                              |                       | 13-03-2004            | 23              | 8            |             |
| Flawless (go to the city)                            |                       | 10-07-2004            | 35              | 3            |             |